# Малолепетиська сільська рада
Малолепети́ська сільська́ ра́да — адміністративно-територіальна одиниця та орган місцевого самоврядування в Великолепетиському районі Херсонської області. Адміністративний центр — село Мала Лепетиха.

## Загальні відомості
- Територія ради: 6,171 км²
- Населення ради: 2 395 осіб (станом на 2001 рік)
- Територією ради протікає річка Дніпро

## Населені пункти
Сільській раді підпорядковані населені пункти:
- с. Мала Лепетиха
- с. Дмитрівка
- с. Сергіївка

## Склад ради
Рада складалася з 14 депутатів та голови.
- Голова ради: Колокот Максим Вікторович
- Секретар ради: Борисенко Ірина Павлівна

### Керівний склад попередніх скликань
| Прізвище, ім'я, по батькові | Основні відомості                                                                     | Дата обрання | Дата звільнення |
| --------------------------- | ------------------------------------------------------------------------------------- | ------------ | --------------- |
| Алі-Шах Гохар Хазратович    | Сільський голова, 1965 року народження, позапартійна                                  | 26.03.2006   | 31.10.2010      |
| Колокот Максим Вікторович   | Сільський голова, 1981 року народження, освіта незакінчена вища, член Народної партії | 31.10.2010   |                 |

Примітка: таблиця складена за даними сайту Верховної Ради України

### Депутати
За результатами місцевих виборів 2010 року депутатами ради стали:

#### За суб'єктами висування
| Суб'єкт висування           | Кількість обраних депутатів | %    |
| --------------------------- | --------------------------- | ---- |
| Партія регіонів             | 7                           | 50   |
| Самовисування               | 4                           | 28,6 |
| Комуністична партія України | 2                           | 14,3 |
| Народна партія              | 1                           | 7,1  |

#### За округами
| № округу                    | Прізвище, ім'я, по батькові     | Дата визнання обраним | Освіта  | Партійна приналежність                        | Відомості про обраного депутата |
| --------------------------- | ------------------------------- | --------------------- | ------- | --------------------------------------------- | --- |
| Комуністична партія України |                                 |                       |         |                                               | |
| 5                           | Борисенко Ірина Павлівна        | 01.11.2010            | вища    | член Комуністичної партії України             | Малолепетиська сільська рада, касир                                                                                                  |
| 10                          | Приходько Андрій Петрович       | 01.11.2010            | середня | позапартійний                                 | Малолепетиська загальноосвітня школа I-III ст., охоронник                                                                            |
| Народна Партія              |                                 |                       |         |                                               | |
| 14                          | Дубок Любов Іванівна            | 01.11.2010            | середня | член Народної партії                          | Малолепетиська сільська рада, головний бухгалтер                                                                                     |
| Партія регіонів             |                                 |                       |         |                                               | |
| 1                           | Сердюк Валентина Дмитрівна      | 01.11.2010            | вища    | член Партії регіонів                          | приватний підприємець |
| 2                           | Бульба Юрій Федорович           | 01.11.2010            | середня | член Партії регіонів                          | тимчасово не працює |
| 3                           | Лисиця Світлана Борисівна       | 01.11.2010            | вища    | член Всеукраїнського об'єднання «Батьківщина» | Малолепетиська загальноосвітня школа I-III ст., бібліотекар                                                                          |
| 4                           | Зінченко Наталя Миколаївна      | 05.11.2010            | вища    | член Політичної партії «Сильна Україна»       | Малолепетиський ветеринарний пункт", ветеринарний лікар                                                                              |
| 7                           | Савченко Михайло Іванович       | 01.11.2010            | середня | позапартійний                                 | тимчасово не працює |
| 8                           | Гавриленко Наталя Петрівна      | 01.11.2010            | середня | позапартійна                                  | Малолепетиський дитячий садок «Барвінок», завідувач господарства                                                                     |
| 13                          | Круглик Валентина Олександрівна | 05.11.2010            | вища    | член Партії регіонів                          | Малолепетиська загальноосвітня школа I-III ст., вчитель                                                                              |
| Самовисування               |                                 |                       |         |                                               | |
| 6                           | Квочак Михайло Олексійович      | 01.11.2010            | середня | позапартійний                                 | Малолепетиське дочірнє підприємство «Аквафреш», слюсар                                                                               |
| 9                           | Василенко Ольга Миколаївна      | 01.11.2010            | вища    | позапартійна                                  | Управління праці та соціального захисту населення Великолепетиської районної державної адміністрації, спеціаліст з соціальної роботи |
| 11                          | Соловей Василь Олександрович    | 01.11.2010            | середня | член Соціалістичної партії України            | пенсіонер |
| 12                          | Шишка Володимир Петрович        | 01.11.2010            | середня | член Партії «Справедливість»                  | Малолепетиське дочірнє підприємство «Аквафреш», начальник                                                                            |

## Населення
Згідно з переписом УРСР 1989 року чисельність наявного населення сільської ради становила 2461 особа, з яких 1128 чоловіків та 1333 жінки.
За переписом населення України 2001 року в сільській раді мешкало 2379 осіб.

### Мова
Розподіл населення за рідною мовою за даними перепису 2001 року:
| Мова       | Відсоток |
| ---------- | -------- |
| українська | 91,44 %  |
| російська  | 6,97 %   |
| білоруська | 0,84 %   |
| циганська  | 0,29 %   |
| вірменська | 0,17 %   |
| молдовська | 0,13 %   |
| польська   | 0,04 %   |
| угорська   | 0,04 %   |